# 駿河屋
駿河屋（するがや）は、煉羊羹（ねりようかん）発祥の店とされる老舗の和菓子店である。
「総本家駿河屋」からの分家や暖簾分けによる店も多数存在する。家紋は「鶴」と「寿」の字を合わせて図案化した「鶴寿」（つることぶき）。

## 概要
室町時代中期の1461年（寛正2年）6月に、山城国伏見九郷の里舟戸の庄（現在の京都市伏見区）に、「初代岡本善右衛門」が「鶴屋」の屋号で、饅頭処を開いたのが始まりである。
この「初代岡本善右衛門」は木曽源氏の流れを汲むとされている。「5代目岡本善右衛門」の時の、1589年（天正17年）に京町に移り、伏見の桃山城の正門前に店を構えた（現・総本家駿河屋 伏見本舗）。

### 煉羊羹の元祖
「五代目岡本善右衛門」が、1589年（天正17年）に「煉羊羹」を作り、豊臣秀吉に献上、聚楽第で秀吉が開いた大茶会で当店のようかんが引き出物として配られて諸大名の賞賛を受けたと云われている。これが「煉羊羹」の始まりとされている。
それまでの羊羹は「蒸し羊羹」で、小麦を用いて練り上げて蒸したものであったため、保存性が悪く日持ちがしない欠点があった。現在の「煉羊羹」は小麦の代わりに寒天を用いて練り上げて火にかけて固めているが、この最初の「煉羊羹」は「凝藻葉（こもるは）」を用いて練り上げたと云われている。「凝藻葉（こもるは）」は現在の寒天原藻の一種とされているもので、当時は貢ぎ物の一つであったものに目を付けて「煉羊羹」に利用したと考えられている。
その後も「六代目岡本善右衛門」が改良に取り組み、1658年（明暦4年）に現在に続く「煉羊羹」の製法を確立したとされている。この時、伏見御駕籠町の美濃屋太郎左衛門によって1657年（明暦3年）に発見された寒天を材料として使用、小豆あんと砂糖と寒天を練り上げるものに発展させた。また寒天を原材料に使用するようになったことで、容器に流し込んで固める「流し込み」の技法が用いられるようになったと考えられている。
こうして出来上がった「煉羊羹」はほどよい甘味と寒天の腰の強さが際立つ風味と淡紅色と呼ばれる美しい色合いを持つものとなった。そして1781年（天明元年）に参勤交代で行き来する西国の諸大名の為の休憩処（現・伏見駿河屋 本店）を伏見港に設けると、そこで出された「煉羊羹」は評判となり全国に知られるようになっていく。
このような「煉羊羹」の開発は、和菓子の可能性を広げた革命と評価もされ、18世紀の後半から後述のような暖簾分けなどでその製法が全国に普及していくが、これは摂津寒天の登場で生産量が飛躍的に拡大した寒天が全国へと流通するようになった影響も大きいと考えられる。なお、「虎屋黒川」が「京風羊獎」で当店と並び称されるようになったのは、明治維新の東京奠都に伴って東京に進出した後のことであった。

### 紀州藩御用達へ
5代目岡本善右衛門の時の1589年（天正17年）に京町に移り伏見の桃山城の正門前に店を構えており、紀州徳川家の祖・徳川頼宣がまだ幼年で山城国伏見（今の京都市伏見区）にいた頃にその菓子を食べて大変好むようになったと云われる。
そのため、駿河（現在の静岡県）に転封になった際にも徳川頼宣に随伴した。さらに、紀伊（現在の和歌山県）に転封されるとまた随伴し、1619年（元和5年）に和歌山駿河町に屋敷を賜って同地に店舗を開いた。そして、江戸時代には年二十五石の扶持を受け取って菓子を納める御用菓子司を務めた。
このように、紀州藩となる前の旧藩時代から続いた御用菓子司であり、このような駿河から紀伊への徳川頼宣の転封に随伴した「駿河越町人」と呼ばれる紀州徳川藩の有力な御用商人の一人であった。

### 鶴屋から駿河屋へ
紀州徳川家に徳川綱吉の娘である「鶴姫」が輿入れ（結婚）したことから、その御名に憚かるとの藩命が下り、1685年（貞享2年）4月に「駿河屋」に屋号を変更した。
この「駿河屋」の屋号は、3代目の徳川綱教から賜った紀州徳川家由来のものとする説が多い。しかし、居住地の「駿河町」から付けたのか、「駿河」から移転してきたことから付けたのかは不明である。

### 総本家と分家・暖簾分け
和歌山へ出店した後も伏見・京町の店舗は残されて「総本家」と呼ばれており、京都側から見れば和歌山にも出店した形となっていた。そのため、法人化の際も和歌山の本店とは別に「京都伏見総本家駿河屋」として設立され、1946年（昭和21年）に「駿河屋食品工業」と合併して経営統合、現在は「伏見本舗」として営業している。
1781年（天明元年）に「伏見京橋・駿河屋」が諸大名の休息所として分家して伏見・油掛町に開業し、1818年（文政元年）に京都の「するがや祇園下里」が「総本家駿河屋」の別家として暖簾分けして開業、1837年（天保8年）に、駿河屋12代善右衛門の三男・岡本善三郎が分家して船場淡路町大坂店を大阪・淡路町一丁目（現在の大阪市中央区）東南角に開業するなど江戸時代には一族の分家による暖簾分けが行われた。
そのほか、「大阪・駿河屋」に勤めた初代鳳惣助が主人に認められて暖簾分けをされて大阪・心斎橋で開業した後に堺・甲斐町（現在の堺市）に移った「堺・駿河屋」や祇園末吉町の「するがや祇園下里」より分家して暖簾分けされて明治中期に開業した京都の「先斗町・駿河屋」など、分家からさらに分かれて「駿河屋」の暖簾を継承しているところもある。
それ以外にも、1868年（明治元年）に総本家から暖簾分けした京都の「京三条・駿河屋」、1934年（昭和9年）に暖簾分けされた京都の「二条・駿河屋」のように明治以降にも暖簾分けが行われている。
この様に、「駿河屋」は多くの分家や別家を持つようになった。また、「総本家」も1886年（明治19年）には京都駅前に出店するなど本店以外にも店舗を展開した。
総本家から分家や暖簾分けした駿河屋の一覧は次の通り。

#### 伏見京橋・駿河屋
京都市伏見区下油掛町
1781年（天明元年）に伏見港近くの諸大名の乗船待合所として京町の総本家から分家開業した。
店舗は油掛通と日本最初の営業用電車である京都電気鉄道（のちの京都市電伏見線）が運行していた竹田街道の交差点に位置し、敷地内には「我国に於ける 電気鉄道事業発祥の地」の石碑が建っている。
- 伏見駿河屋 本店

#### するがや祇園下里
京都市東山区祇園末吉町
1818年（文政元年）に「総本家駿河屋」の別家として、暖簾分けして開業した。
明治の初め頃から作り始めた「豆平糖」は、棒状で丹波産の大豆の入った飴で当店を代表する銘菓として知られている。
- するがや衹園下里

#### 大阪・駿河屋
大阪市都島区南通
1837年（天保8年）に、駿河屋12代善右衛門の三男・岡本善三郎が分家して船場淡路町大坂店を大阪・淡路町一丁目（現在の大阪市中央区）東南角に開業した。
- 大阪本家 駿河屋

#### 京三条・駿河屋
京都市中京区三条河原町。
1868年（明治元年）に「総本家駿河屋」から暖簾分けして開業した。
- 京三条駿河屋

#### 堺・駿河屋
大阪府堺市（和泉国堺州甲斐町）。
「大阪・駿河屋」に勤めた初代鳳惣助が主人に認められて暖簾分けをされて大阪・心斎橋で開業した。
後に堺・甲斐町（現在の堺市）の開口神社の近くにも出店した。
惣助の長男宗七が心斎橋、次男善六が堺の店を継いだが、善六が店をやめることになったため、宗七が心斎橋店を閉店して堺店を継承した。
1879年（明治11年）12月7日に与謝野晶子は当店の主人であった鳳宗七とつねの三女として誕生し、子供時代には店を手伝っていたといわれている。
他店との無用な競合を避けるため、「夜の梅」などを作り始めたのは当店であるとされている。
2015年（平成27年）3月24日に開館した堺市堺区宿院町西2丁にある「さかい利晶の杜」の2階に開設された晶子記念館に与謝野晶子の生家として店の一部が復元・展示された。
現在は廃業。跡地は大道筋になっており、「与謝野晶子生家跡」の碑が建っている。

#### 先斗町・駿河屋
京都市中京区先斗町。
現在の「するがや祇園下里」より分家・暖簾分けされて1898年（明治31年）に開業した。
「竹露」という細い青竹を一節切った中に流し込んで固めた丸棒状の「水羊羹」で有名である。
- 先斗町駿河屋

#### 二条・駿河屋
京都市中京区二条通。
1934年（昭和9年）に暖簾分けされて開業した。
- 二条駿河屋 (@nijo_surugaya) - Instagram

#### 宇治・駿河屋
京都府宇治市宇治平等院表参道。
伏見・駿河屋の宇治支店として宇治平等院通りに開業、その後「宇治駿河屋」として独立した。
茶団子・茶の香餅として知られている。茶団子で知られている。
- 宇治駿河屋

#### その他
- 河内駿河屋（大阪府東住吉区） - 先斗町駿河屋より1950年（昭和25年）に暖簾分け。

## 総本家駿河屋
かつては、代々岡本善右衛門を襲名していた文字通り「駿河屋」の本家である。
紀州藩となる前の旧藩時代から続いた御用菓子司で、江戸時代には年二十五石の扶持を受け御用菓子を納めていた。
先述したとおり「練羊羹」の元祖として高い知名度を誇っていたほか、紀州徳川侯上洛の際の道中食として供されたこともある「本ノ字饅頭」など有力な和菓子を製造・販売していた。
1876年（明治9年）に開催された第一回パリ万国博覧会に伏見・京町の総本家から「練羊羹」を出品して金賞を受賞し、後に「練羊羹」などの輸出も手掛けるなど早くから海外への展開も図った。
1944年（昭和19年）3月27日に資本金19.5万円で「駿河屋食品工業株式会社」を設立して法人化した。
その後、1946年（昭和21年）に「京都伏見総本家駿河屋」と合併して経営統合し、1950年（昭和25年）7月に「株式会社駿河屋」に社名変更した。
そして、1953年（昭和28年）5月に株式を店頭公開し、1961年（昭和36年）10月に東京証券取引所および大阪証券取引所の第二部に上場した。
伝統ある「羊羹」や「饅頭」、煎餅などの和菓子のみならず、プリンやカステラなどの洋菓子の製造・販売にも行うようになった。
地元の和歌山県のみならず大阪府や京都府などにも店舗を展開したほか、最盛期には東京都内にも営業拠点を置き、輸出も手掛けた。
最盛期の1992年（平成4年）3月期には年間売上高約60.25億円を上げ、無借金の堅実な経営を行っていた。
しかし、バブル崩壊の影響で消費が低迷したことなどから、1994年（平成6年）以降は8年連続で売上が減少して赤字に陥ることになった。
そのため、経営再建に取り組んだものの、業績の低迷から株価も下落が進んで2003年（平成15年）5月には東京証券取引所から時価総額が10億円未満で上場を廃止する基準に抵触する恐れがある銘柄として公表されただけでなく、同年には担保枠が一杯になっているとして主力銀行のUFJ銀行から季節資金以外の追加の融資に応じないとの通告を受ける状況となった。

### 架空増資事件で上場廃止
先述の通り、主力銀行からの金融支援が見込めない状況下であったことから、増資による財務内容の改善を図って上場を維持しようとした。
しかし、2003年（平成15年）秋に増資の決議と中止を繰り返すなど増資が上手くいかなかったため、更なる増資失敗を繰り返せない状況に追い込まれた。
そこで、「飯倉ホールディングス」グループ傘下でその時点で民事再生手続き中だった中華料理店経営会社「海皇」が「あおぞら銀行」から2003年（平成15年）12月12日に約12億円の融資を受け、「飯倉ホールディングス」が第三者割当増資の引受金として約11億4680万円を当社の口座に払い込んだ形をとって「株式払込金保管証明書」を発行させた。
これを元に新株購入の払込金の入金を受けたとして、同月18日に「株式会社駿河屋」が和歌山地方法務局で資本金を5億3000万円から11億340万円に増額したと申請して法人登記を変更した。
この際に、第三者割当増資で得た資金のうち約半分を資本金の増額に当てると共に、残額を運転資金として活用すると発表した。
ところが、実際には払い込みからわずか3日後の同月15日に「海皇」の営業権の買い取り代金を名目として約5億円を「飯倉ホールディングス」に支払うと共に、それ以外の約6億5000万円を同社に貸し付けるなどの形で払込金全額を還流させた。
そして、この還流を受けた資金を即日「あおぞら銀行」への返済に回しており、融資期間はわずか3日間となったが、同行は280万円の手数料を得ることになったとされている。
この結果、当社に資金が全く残らず、当社の発行済み株式の約47%に当たる新株940万株が「飯倉ホールディングス」に渡ることなった。
こうした一連の資金の流れや登記などが架空増資で「電磁的公正証書原本不実記録・同供用」などに当たるとして、2004年（平成16年）11月13日に大阪府警捜査二課が当社の当時の社長岡本良晴や投資会社「飯倉ホールディングス」の上田高嗣前社長ら5人の取り調べを開始し、この5人が逮捕されることになった。
この逮捕を受けて東京証券取引所と大阪証券取引所(両市場とも現在の東京証券取引所スタンダード市場)は即日「会社の基本となる資本にかかわる事件」として監理ポストに割り当て、2005年（平成17年）1月6日の取引を最後に上場廃止となった。

### 民事再生法申請から事業停止へ
架空増資事件で当社の信用は著しく悪化したが、その後処理を進めながら事業を継続した。
しかし、2011年（平成23年）3月期が約18.34億円、2012年（平成24年）3月期が約17.31億円、2013年（平成25年）3月期が約16.46億円と売上高が年々減少して3期連続の赤字となり、2013年（平成25年）3月期は約6212万円の当期純損失となるなど業績の低迷は一段と深刻化した。
そのため、2014年（平成26年）1月17日に和歌山地方裁判所に民事再生法の適用を申請し、営業を続けながら再建を模索することになった。
この民事再生法の適用申請時点では、本社のある和歌山県の他に大阪府と京都府に直営店19店舗を展開していたほか、百貨店やスーパー内でも販売をしており、全体では約50店を展開していた。
そして、自社で生産する商品を選別して工場を縮小し仕入商品を活用しながら営業を続け、再建のスポンサーとして2014年（平成26年）4月28日に西宮市に本社を置く和菓子の製造・販売を行う「千鳥屋宗家」と事業譲渡契約を締結し、同年5月30日の事業譲渡を目指した。
しかし、「千鳥屋宗家」と人員や物流などの運営形態を巡って協議がまとまらなかったため、2014年（平成26年）5月29日付で全19店舗を閉鎖すると共に、全従業員を解雇して事業を停止した。
なお、この日に解雇された正社員数について、2014年5月30日付けのわかやま新報は約110人、2014年6月18日付けの毎日新聞は約80人としている。
全店舗が閉鎖されて事業が停止した後も商品購入の問い合わせが来ていたほか、関西国際空港などでは引き続き商品が販売されていた。

### 事業再開の模索と破産手続き
2014年（平成26年）6月16日に当社の労働組合が「この企業とともに、和歌山での再生を目指したい」とする申入書を和歌山地方裁判所と保全管理人に提出し、翌17日から「連合和歌山」の支援を受けながら資産を切り売りして工場を閉鎖するような資産処分を避けるように求める署名活動を開始した。そして、この署名運動で集まった1万2,294人分の署名を6月26日に和歌山地方裁判所に提出した。また、この労働組合の運動については「工場を維持し、できるだけ雇用を守るとする」和歌山市内の企業も賛同していた。
当社の事業停止を受けて、6月22日に和歌山市の和歌山ビッグ愛で元和歌山大学教授の鈴木裕範らが中心となって立ち上げた「和菓子と文化と和歌山 大好き市民連」が主催し、緊急シンポジウム「老舗ブランドって何？ 駿河屋問題をみんなで考えよう」が開催された。このシンポジウムには約200人が参加して、当社の和菓子の歴史上での重要性を訴える講演や金沢市の老舗和菓子店が行政や市民の協力で倒産危機から再建した例などを元に再建策を議論し、地元の政財界に地元の老舗ブランドの危機を救うために支援するように求める声明を発表した。
しかし、署名を提出する前日の6月25日に和歌山地方裁判所が破産手続開始の決定をし、破産管財人に選任された阪本康文弁護士は「金額的に最もよい条件の会社に売ることになる」との判断を示した。そのため、7月3日に当社の所有する不動産や機械などを一括して購入する相手を決める入札が行われ、有田市の医薬部外品製造販売会社「三和インセクティサイド」の会長の「田中源一郎」が約3.17億円で落札し、労働組合の存続運動に協力する形で参加した和歌山市の企業は及ばない結果に終わった。その結果、2014年8月6日付で本社の土地・建物の不動産などの所有権が田中に移転された。
だが、その後も「駿河屋」の屋号を継承して和菓子職人ら元従業員の再雇用を行って旧本店での営業再開を目指す動きは続いた。
また、同年9月8日に和歌山地方裁判所で開催された第1回債権者集会で、当社の負債総額が約9.4億円あり、納税や労働債権などの優先的破産債権を考慮すると担保などの無い一般債権への配当が0になる見込みが明らかにされた。

### 営業再開
土地・建物の不動産などの所有権を取得した「三和インセクティサイド」の会長の「田中源一郎」は、創業家と親交があった。
そこで、創業者・「岡本善右衛門」の子孫で旧駿河屋の営業主任だった岡本良太社長を社長とし、「田中源一郎」が100%出資する新会社「株式会社総本家駿河屋」を2014年（平成26年）11月7日に会社を設立した。
新会社は旧駿河屋の菓子職人7人を含む従業員15人を再雇用し、旧駿河屋と同様に和歌山市小倉と京都市伏見の2か所を生産拠点とすることになった。
再開に当たっては、破綻前の約500品目の中から練羊羹や本ノ字饅頭などの代表的な銘菓約30品目に絞り込み、伝統の味の再現と継承に取り組むことになった。
そうした伝統の継承の一方で、羊羹をもっちりとした桜の生地で包んだ「花つむじ 桜」という名称の新商品を「駿河町本舗」の営業再開に合わせて発売している。
また、本店の再開に先行する形で京都市の伏見店が2015年（平成27年）2月18日に営業を再開し、和歌山市駿河町の旧本店を「駿河町本舗」として同年3月24日に営業を再開させた。
その後、新会社「総本家駿河屋」は高松店が2015年（平成27年）4月29日に営業を再開し、同年10月には和歌山県海南市の海南店の営業を再開した。
そして、新商品の開発にも取り組み、2015年（平成27年）12月には商品数を約50まで増やした。
なお、和歌山市小倉の工場跡地には、「田中源一郎」の関連会社である「ライオンケミカル」が、新工場を建設することになった。

## 年表
- 1461年（寛正2年）6月 - 山城国伏見九郷の里[7]舟戸の庄（現在の京都市伏見区）に[8]「鶴屋」の屋号で[7]饅頭処を創業[8]。
- 1589年（天正17年）
  - 「5代目岡本善右衛門」が[5]京町に移り[9]、伏見の桃山城の正門前に店を構える[5]。
  - 「5代目岡本善右衛門」が[1]「煉羊羹」を作り[2]、豊臣秀吉に献上[1]、聚楽第で[2]秀吉が開いた大茶会で当店のようかんが引き出物として配られる[10]。
- 1619年（元和5年） - 5代目岡本善右衛門が紀州藩の藩祖・徳川頼宣に従って紀伊国和歌山に移る。
- 1658年（明暦4年） - 「煉羊羹」の製法を確立[14]。
- 1685年（貞享2年）4月 - 徳川綱吉息女鶴姫の紀州徳川家降嫁により、同名を憚って屋号「鶴屋」を返上し、「駿河屋」を屋号に変更[21][6]。
- 1781年（天明元年） - 「伏見京橋・駿河屋」が諸大名の休息所として分家して開業[9]。
- 1818年（文政元年） - 現在の「するがや祇園下里」が「総本家駿河屋」の別家として[4]、暖簾分けして京都市東山区祇園末吉町に開業[28]。
- 1837年（天保8年） - 「大阪・駿河屋」が、駿河屋12代目 善右衛門の三男の岡本善三郎が分家し、船場淡路町大坂店を大阪・淡路町一丁目（現在の大阪市中央区）東南角に開業した[29][30]。
- 1868年（明治元年） - 「京三条・駿河屋」が「総本家駿河屋」から暖簾分けして開業[33]。
- 1876年（明治9年） - 第一回パリ万国博覧会に伏見・京町の総本家から「練羊羹」を出品して金賞を受賞[5]。
- 1886年（明治19年） - 京都駅前に出店[9]。
- 1898年（明治31年） - 「先斗町・駿河屋」が現在の「するがや祇園下里」[28]より分家・暖簾分けされて[32]開業[39]。
- 1934年（昭和9年） - 「二条・駿河屋」が暖簾分けされて開業[32]。
- 1944年（昭和19年）3月27日 - 「駿河屋食品工業株式会社」を設立して和歌山本店を法人化[41]。
- 1946年（昭和21年） - 「駿河屋食品工業株式会社」が「京都伏見総本家駿河屋」と合併[27]。
- 1950年（昭和25年）7月 - 「株式会社駿河屋」に商号変更[41]。
- 1953年（昭和28年）5月 - 「株式会社駿河屋」が株式を店頭公開[27]。
- 1961年（昭和36年）10月 - 「株式会社駿河屋」が東京証券取引所と大阪証券取引所の第二部に株式上場[22]。
- 1985年（昭和60年）3月6日 - グリコ・森永事件の犯人による駿河屋脅迫事件が発生。
- 1992年（平成4年）3月期 - 「株式会社駿河屋」の年間売上高が約60.25億円となる[44]。
- 2003年（平成15年）
  - 5月 - 「株式会社駿河屋」が株式を東京証券取引所が上場を廃止する基準に抵触する恐れがある銘柄として公表[47]
  - 「株式会社駿河屋」に主力銀行のUFJ銀行が担保枠を理由に季節資金以外の追加の融資に応じないと通告[48]
  - 秋 - 「株式会社駿河屋」が増資の決議と中止を繰り返すなど増資に失敗[42]。
  - 12月12日 - 約12億円の融資を受け[50]、「飯倉ホールディングス」が第三者割当増資の引受金として約11億4680万円を「株式会社駿河屋」の口座に払い込む[51]。
  - 12月15日 - 「株式会社駿河屋」が「海皇」の営業権の買い取り代金を名目として約5億円を「飯倉ホールディングス」に支払うと共に[50]、それ以外の約6億5000万円を同社に貸し付けるなどの形で払込金全額を還流[51][52]。
  - 12月18日 - 「株式会社駿河屋」が和歌山地方法務局で資本金を5億3000万円から11億340万円に増額したと虚偽の申請をして法人登記を変更[46]。
- 2004年（平成16年）11月13日 - 架空増資で「電磁的公正証書原本不実記録・同供用」などに当たるとして[46]、大阪府警察刑事部捜査第二課が「株式会社駿河屋」社長岡本良晴や投資会社「飯倉ホールディングス」の上田高嗣前社長ら5人の取り調べを開始し[46]、逮捕される[51][47]。
  - この逮捕を受けて東京証券取引所と大阪証券取引所は即日「会社の基本となる資本にかかわる事件」として監理ポストに割り当て[47]。
- 2005年（平成17年）1月7日 - 「株式会社駿河屋」が東京証券取引所と大阪証券取引所の上場廃止[42]。
- 2007年（平成19年） - 「株式会社駿河屋」が和歌山県100年企業表彰を受賞。
- 2014年（平成26年）
  - 1月17日 - 民事再生法の適用を申請[22][25][44]。
  - 4月28日 - 「株式会社駿河屋」が西宮市に本社を置く[53]和菓子の製造・販売を行う「千鳥屋宗家」と事業譲渡契約を締結[54]。
  - 5月29日 - 全19店舗を閉鎖すると共に[14]、全従業員を解雇して事業を停止[53]。
    - この日に解雇された正社員数について、2014年5月30日付けのわかやま新報は約110人[53]、2014年6月18日付けの毎日新聞は約80人としている[55]。

  - 5月30日 - 「株式会社駿河屋」から「千鳥屋宗家」[54]への事業譲渡予定日[53]。
  - 6月16日 - 「株式会社駿河屋」労働組合が申入書を和歌山地方裁判所と保全管理人に提出[55]。
  - 6月17日 - 資産を切り売りして工場を閉鎖するような資産処分を避けるように求める署名活動を開始[56]。
  - 6月22日 - 「和菓子と文化と和歌山 大好き市民連」が緊急シンポジウム「老舗ブランドって何？ 駿河屋問題をみんなで考えよう」を開催[10]。
  - 6月25日 - 和歌山地方裁判所が破産手続開始を決定[58]。
  - 6月26日 - 1万2,294人分の署名を和歌山地方裁判所に提出[57]。
  - 7月3日 - 「株式会社駿河屋」の所有する不動産や機械などの一括購入先を決める入札を実施[59]。
    - 有田市の医薬部外品製造販売会社「三和インセクティサイド」の田中源一郎会長が約3.17億円で落札[60]。

  - 8月6日 - 「株式会社駿河屋」の本社の土地・建物の不動産などの所有権が「三和インセクティサイド」の田中源一郎会長に移転[60]。
  - 9月8日 - 「株式会社駿河屋」の第1回債権者集会を和歌山地方裁判所で開催[62]。負債総額が約9.4億円で、一般債権への配当が0になる見込みと発表[62]。
  - 11月7日 - 「田中源一郎」が100%出資し[63]、新会社「株式会社総本家駿河屋」を設立[65]。
- 2015年（平成27年）
  - 2月18日 - 新会社「株式会社総本家駿河屋」が[65]京都市の伏見店が営業を再開[63]。
  - 3月24日 -新会社「株式会社総本家駿河屋」が「駿河町本舗」を本店として営業を再開[67]。
  - 4月29日 -新会社「株式会社総本家駿河屋」が高松店の営業を再開[71]。
  - 10月 -新会社「株式会社総本家駿河屋」が海南店の営業を再開[72]。

## 主な商品
- 羊羹
  - 煉羊羹 - 1589年（天正17年）に[2]「5代目岡本善右衛門」が[1]初めて作ったとされる元祖で[1][2][10][3]、1658年（明暦4年）に製法を確立したとされている[14]。
  - 夜の梅 - 他店との無用な競合を避けるため、「堺・駿河屋」などで作り始めたとされている[36]。
- 饅頭
  - 本ノ字饅頭 - 1461年（寛正2年）から作り統けられている伝統のある焼饅頭で、紀州徳川藩主が京都への上洛の際の道中食として供されたこともあったとされている[43]。
- 落雁 - 紀州徳川藩10代藩主徳川治宝の時代に盛んになったとされ[75]、総本家に残っていた江戸時代の木型を使った梅型のものを2008年（平成20年）6月22日から発売している[76]。
- 煎餅 - 和歌浦煎餅[63]

## 総本家の拠点
- 本社・工場 - 和歌山県和歌山市小倉25番地[41]。
- 駿河町本舗 - 和歌山県和歌山市駿河町12番地[41]。2015年（平成27年）3月24日に営業を再開[67][68][69][70]。
- 高松店 - 和歌山市東高松2[71]（有須高松[77]）。2015年（平成27年）4月29日に営業を再開[71]。
- 海南店 - 和歌山県海南市[72]。2015年（平成27年）10月に営業を再開[72]。
- 伏見本舗 - 京都市伏見区京町三丁目190番地。2015年（平成27年）2月18日に営業を再開[63]。
- 京都工場 - 京都市伏見区京町三丁目190番地[41]。

### 再開予定
- 中之島店 - 2015年（平成27年）5月末までに営業再開を予定[63][66]。

### かつての総本家の拠点
- 京都支店 - 1998年（平成10年）10月時点では上京区西洞院通丸太町上ル東川町にあった[41]。
- 大阪支社 - 大阪市天王寺区真田山町2番9号
  - 1952年（昭和27年）10月時点では大阪市北区堂島中1丁目にあった[77]。
  - 大阪工場 - 大阪市天王寺区国分町8-7[41]
- 東京支社 - 東京都豊島区駒込3丁目[41]
  - 1952年（昭和27年）10月時点では東京都千代田区有楽町電気協会ビルにあった[77]。

#### かつてあった店舗
2014年（平成26年）1月17日に和歌山地方裁判所に民事再生法の適用を申請した時点では、本社のある和歌山県の他に大阪府と京都府に直営店19店舗を展開していたほか、百貨店やスーパー内でも販売をしており、全体では約50店を展開していた。

##### 直営店
和歌山県
- 和歌山市
  - 駿河町本舗 - 和歌山市駿河町6[77]。
  - 東和歌山店 - 和歌山市友田町4丁目[77]。
  - 和歌山ミオ店 - 2010年3月31日にJR和歌山駅ビルに開業した「和歌山MIO」に出店していた[78]。
  - 紀三井寺店、小倉店、河西店、小松原店、中之島店、鳴神店、神前店
- 海南市
  - 紀伊海南店 - 日方栄通り角[77]。
  - 紀伊下津店 - 旧海草郡下津町[77]（現在の海南市）。
  - 海南東店
- 橋本市 - 高野口店
- 紀の川市 - 貴志川店
- 岩出市 - 岩出店
- 有田市
  - 紀伊箕島店 - 箕島町駅前通り[77]。

京都府
- 京都市
  - 伏見本舗 - 京都市伏見区京町3丁目[77]。
  - 京都店 - 京都市下京区四条河原町[77]。
  - 京都四條店 - 京都市下京区四条御旅町[77]。

大阪府
- 大阪市
  - 大阪南店 - 大阪市心斎橋筋周防町東入[77]。
  - 戎橋福助店 - 大阪市南区戎橋電車通り角[77]。
  - 真田山店
- 大東市 - 野崎店
- 和泉市 - 和泉店、納花店
- 泉佐野市 - 長滝店

兵庫県
- 尼崎市
  - 尼崎店 - 尼崎市難波国道筋[77]。

三重県
- 上野市（現・伊賀市）
  - 伊賀上野店 - 本町通[77]。

##### 百貨店
和歌山県
- 近鉄百貨店 - 和歌山店

京都府
- 近鉄百貨店 - 桃山店
- 髙島屋 - 京都店

大阪府
- 阪急百貨店 - 梅田本店（阪急銘菓街の開設時に招致された33店舗の一つとして出店した[79]。）
- 近鉄百貨店 - 阿倍野本店、上本町店、東大阪店、枚方店
- 京阪百貨店 - 守口本店、京橋店
- 高島屋 - 大阪店、堺店、泉北店
- 阪神百貨店 - 梅田本店

兵庫県
- 山陽百貨店
- ヤマトヤシキ - 姫路本店、加古川店

滋賀県
- 近鉄百貨店 - 草津店
- 中部近鉄百貨店 - 草津店

奈良県
- 近鉄百貨店 - 奈良店、橿原店、生駒店

三重県
- 近鉄百貨店 - 桔梗が丘店
- 中部近鉄百貨店 - 四日市本店

愛知県
- 中部近鉄百貨店 - 名古屋店

岡山県
- 岡山高島屋

鳥取県
- 丸由百貨店

愛媛県
- 伊予鉄髙島屋

高知県
- 高知大丸

福岡県
- 小倉駅 (福岡県)（小倉あるあるCity店・1号店、2号店） - 北九州市
- 博多マルイ・6階 (博多駅中央街9番1号店「2020年3月開店予定」） - 博多区

大分県
- トキハ
- トキハ別府店

宮崎県
- ボンベルタ橘

熊本県
- 鶴屋百貨店

鹿児島県
- 三越 - 鹿児島店